# Tito Schipa

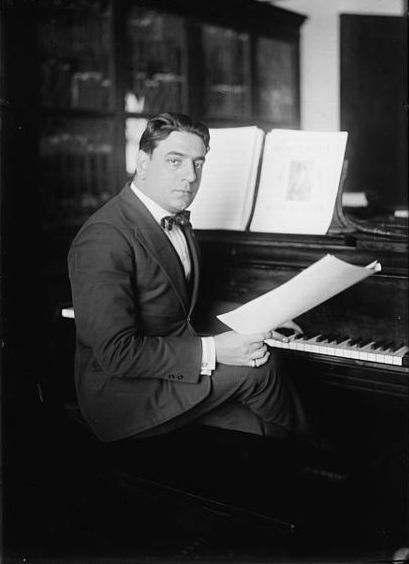
Tito Schipa

Tito Schipa (officieel: Raffaele Attilio Amedeo) (Lecce ca. 2 januari 1889 – New York 16 december 1965) was een Italiaans zanger (lyrisch tenor) en componist.
Over zijn exacte geboortedatum is geen zekerheid. Sommige bronnen noemen een van de laatste dagen van december 1888; dit is echter niet met zekerheid te achterhalen.
De officiële registratie zou om 'technische' redenen pas op 2 januari 1889 zijn geweest. Doordat zijn officiële geboortedatum op 1889 stond geregistreerd, zou hij ook pas een jaar later voor militaire dienst worden opgeroepen.

## Biografie
Hij studeerde in Milaan, en maakte op 21-jarige leeftijd zijn operadebuut als Alfred in Verdi's La traviata in het "Teatro Politeama Facchinetti" in Vercelli. In 1913 trad hij voor de eerste maal op in Buenos Aires en in Rio de Janeiro. In 1914 trad hij al in het "Teatro Colon" in Rome op als Ernesto in Gaetano Donizetti's opera Don Pasquale. Dit werd een van zijn beroemde glansrollen. In de jaren 1915 - 1916 debuteerde hij in het Scala van Milaan in de rol van Vladimir in Aleksander Borodins opera Prins Igor.
Bij de première van Giacomo Puccini's opera La rondine op 27 maart 1917, vertolkte Schipa de rol van Ruggero. In 1919 legde hij met zijn debuut als Hertog van Mantua in Giuseppe Verdi's opera Rigoletto een stevige basis voor een lange carrière in de Verenigde Staten. Een decennium later wachtte hem een nieuwe taak. Publiekslieveling Beniamino Gigli keerde namelijk in 1932 terug naar Italië, en aan Schipa viel de zware taak toe de leegte die Gigli in de Metropolitan Opera achterliet, te vullen — wat hem wonderwel goed gelukte.
Schipa's carrière duurde 52 jaar, wat uitzonderlijk lang is.

## Stemgeluid
Schipa's stemgeluid was het prototype van het belcanto. Hij had weliswaar niet het zoetgevooisde geluid van Beniamino Gigli of het krachtige van Mario del Monaco, maar toch was Schipa een van de belangrijkste lyrische tenoren uit zijn tijd, mede door zijn heden ten dage nog onovertroffen vertolkingen van Almaviva in Il barbiere di Siviglia, Nemorino in De Liefdesdrank en zijn "Ernesto" in Don Pasquale.
Zoals Enrico Caruso's stem er een wordt genoemd die maar eens in de honderd jaar voorkomt, zo is ook de kunstige, begaafde stem van Tito Schipa uniek gebleven.